# Biskupice Ołoboczne
Biskupice Ołoboczne (do 1920 Biskupice Szalone; niem. Tolle Bischwitz) – wieś w Polsce położona w województwie wielkopolskim, w powiecie ostrowskim, w gminie Nowe Skalmierzyce, nad rzeką Ołobok, na Wysoczyźnie Kaliskiej, 5 km od Nowych Skalmierzyc, ok. 10 km na wschód od Ostrowa Wielkopolskiego.
Trzecia pod względem liczby ludności miejscowość w gminie, po mieście Nowe Skalmierzyce i wsi Skalmierzyce. 

## Historia
Biskupice Ołoboczne wymieniane jako wieś kościelna arcybiskupów gnieźnieńskich w dokumencie króla Kazimierza III Wielkiego z 1357 roku.   
W 1579 roku przeszły w ręce podstarościego opatowskiego Mikołaja Miłaczewskiego (który był w posiadaniu także pobliskich Biskupic).   
W XVIII wieku wybudowano kościół z barokowym ołtarzem. Do parafii należał: Bilczew, Błotnin (nieistniejąca już wieś), Kęszyce i Kowalew.    
W XIX wieku we wsi było 67 domów oraz 528 mieszkańców. Budynek szkolny powstał w 1840 roku.  
W 1925 roku w miejscowości założono Towarzystwo Śpiewu Lutnia; w 1926 roku Ochotniczą Straż Pożarną (OSP Biskupice Ołoboczne). 

## Przynależność administracyjna
W latach 1954–1961 wieś należała i była siedzibą władz gromady Biskupice Ołoboczne, po jej zniesieniu w gromadzie Lewków. 
| Okres     | Jednostka administracyjna | Jednostka administracyjna | Jednostka administracyjna |
| --------- | ------------------------- | ------------------------- | ------------------------- |
| (1880)    | powiat odolanowski        | powiat odolanowski        | powiat odolanowski        |
| 1975–1998 | województwo kaliskie      | województwo kaliskie      | gmina Nowe Skalmierzyce   |
| 1999–     | województwo wielkopolskie | powiat ostrowski          | gmina Nowe Skalmierzyce   |

## Zabytki
Obiekty wpisane do rejestru zabytków nieruchomych województwa wielkopolskiego:
- kościół parafialny pw. św. Bartłomieja Apostoła, drewniany z dachem gontowym z 1726 roku, w latach 1919–1924 przedłużono nawę, dobudowano transept i wieżę[6]. W ołtarzu bocznym relief św. Antoniego Padewskiego z 1919 roku, autorstwa Marcina Rożka[6].

Pozostałe:
- pomnik pamięci wybudowany w 1928 roku[4], ku czci mieszkańców biorących udział w walkach o obronę Lwowa i Warszawy (1919–1921) oraz pomordowanych w czasie okupacji hitlerowskiej (1939–1945)[10][11].

## Turystyka
Szlaki PTTK przebiegające przez Biskupice Ołoboczne:

### Szlaki rowerowe
- szlak rowerowy „Dookoła Powiatu Ostrowskiego”: Bronów – Psary – Biskupice Ołoboczne – Śliwniki – Grudzielec – Bronów (201,3 km),
- szlak rowerowy im. Fryderyka Chopina: Ostrów Wielkopolski – Śliwniki – Biskupice Ołoboczne – Kęszyce – Mikstat – Antonin (59 km),
- szlak rowerowy: Przybysławice – Bagatela – Biskupice Ołoboczne – Śliwniki (27 km),
- szlak rowerowy: Psary – Bilczew – Biskupice Ołoboczne (5,6 km).

## Edukacja
- Szkoła Podstawowa im. Orła Białego w Biskupicach Ołobocznych (ul. Szkolna 7).

## Komunikacja publiczna
Dojazd autobusami EUROMATPOL linia NS1 (Ostrów Wielkopolski ↔ Biskupice Ołoboczne ↔ Nowe Skalmierzyce).